# مار
مار (به انگلیسی: Snake, Serpent)، جانوری خزنده، گوشت‌خوار، با بدن کشیده (دراز) و بدون پا است. مارها جانورانی خونسرد، از گروه آب‌پرده‌داران و مهره‌داران‌اند. بدن مار از پولک‌هایی که با هم همپوشانی دارند، پوشیده شده است. مارها از ردهٔ خزنده‌چهرگان، زیرردهٔ دوکمانان، فرورده پولک‌سوسمارریختان، بالاراستهٔ پولک‌خزندگان، راستهٔ پولک‌داران، زیرراستهٔ ماران (Serpentes) هستند.

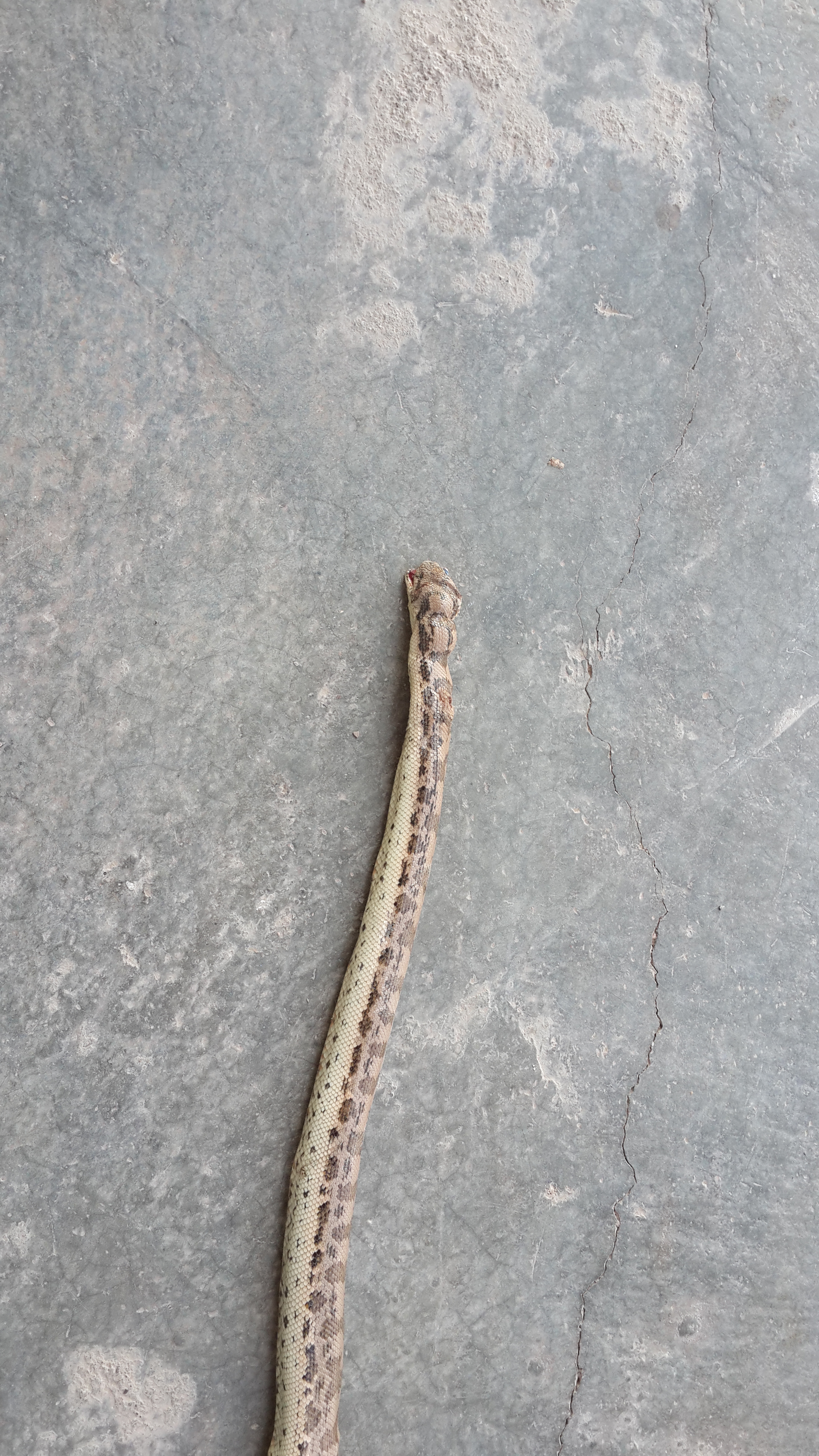
مار خاکی

بیشتر گونه‌های مار، جمجمه‌ای دارند که چندین مفصل بیشتر از اجداد مارمولکشان است. این جمجمه به آن‌ها اجازه می‌دهد تا شکارهای بسیار بزرگتر از سرشان را با کمک آرواره‌هایی که بسیار جابجایی پذیرند، ببلعند. اندام درونی بدن مارها برای تطبیق بیشتر با بدن کشیده و درازشان، به گونه‌ای است که عضوهای جفت در آن‌ها مانند کلیه‌ها به جای آنکه در دو سوی بدن باشد، یکی پس از دیگری قرار گرفته. همچنین بیشتر آن‌ها تنها یک شش دارند که کار می‌کند. برخی گونه‌های مار هنوز لگن خاصره دارند و یک جفت اندام بازماندهٔ ژنتیکی ناخن مانند در دو سوی پارگین آن‌ها دیده می‌شود.
مارها غیر از قطب جنوب، برخی خشکی‌های بزرگ مانند ایرلند، زلاندنو، جزایر هاوایی، ایسلند، گرینلند و بسیاری از جزیره‌های کوچک اقیانوس اطلس و مرکز اقیانوس آرام در همهٔ قاره‌ها زندگی می‌کنند. البته دریاماران در سراسر اقیانوس هند و آرام پراکنده شده‌اند. تاکنون نزدیک به ۲۰ تیره از مار که شامل ۵۰۰ سرده و نزدیک به ۳۴۰۰ گونه است، شناسایی شده است.
بزرگی طول مارها از ۱۰ سانتیمتر برای مار قلمی تا ۱۴ متر برای پایتون مشبک گسترده شده است. سنگواره‌ای از مار به نام تیتانوبوآ یافت شده است که ۱۳ متر طول داشته است. احتمالاً نسل مارها یا به مارمولک‌های آبی یا به مارمولک‌های زیرزمینی در دوران ژوراسیک با آخرین فسیل مربوط به ۱۴۳ تا ۱۶۷ میلیون سال پیش بازمی‌گردد. گوناگونی مارهای امروزی به نظر مربوط به دورهٔ پالئوسن در دورهٔ ۶۶ تا ۵۶ میلیون سال پیش است. قدیمی‌ترین توصیفی که از یک مار پیدا شده مربوط به پاپیروس بروکلین است.
بیشتر مارها زهر ندارند. آن دسته‌ای که زهرآگین‌اند هم در درجهٔ نخست از آن برای شکار و کشتن طعمهٔ خود استفاده می‌کنند یا برای دفاع شخصی. برخی مارهای زهرآگین می‌توانند باعث زخم شدید در انسان یا حتی مرگ شوند. مارهای بی‌زهر شکار خود را می‌توانند زنده بخورند یا آن را نخست با پیچیدن به دور طعمه و فشردن می‌کشند و سپس آن را می‌خورند.
معمولاً مارها با مارمولک بی‌پا اشتباه گرفته می‌شوند، از جمله تفاوت‌های مار و مارمولک بی‌پا عبارتند از: مارها پلک و سوراخی برای گوش بیرونی ندارند، پولک‌های شکم آن‌ها پهن است و زبان چنگالی دارند و برخلاف مارمولک‌ها (معمولاً) اندامی کشیده و دُمی کوتاه دارند.

## پراکندگی

نمایش تقریبی توزیع مار در جهان، قهوه‌ای کم‌رنگ مربوط به دریاماران و پررنگ مربوط به مارهای خاکی است.

در جهان بیش از ۲۹۰۰ گونه مار وجود دارد که از مدار قطبی یعنی اسکاندیناوی تا استرالیا پراکنده شده‌اند. مارها در همهٔ قاره‌ها به جز قطب جنوب، دریاها و ارتفاعات بیش از ۴۹۰۰ متر (۱۶۰۰۰ پا) در هیمالیای آسیا دیده می‌شوند. جزیره‌های فراوانی بدون مار هستند مانند جزیره ایرلند، ایسلند و زلاندنو (البته آب‌های زلاندنو هر از گاهی میزبان مار دریایی شکم‌زرد و Laticauda colubrina است).

## زیست

### بزرگی

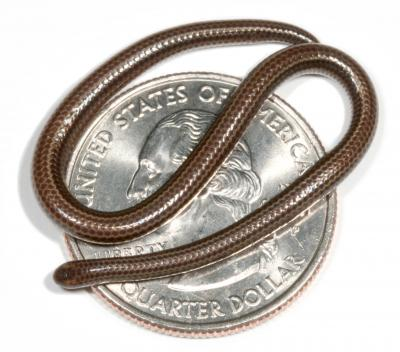
یک مار قلمی باربادوس بالغ بر روی یک سکهٔ ۲۵ سنتی آمریکا

تیتانوبوآ ماری به طول ۱۲٫۸ تا ۱۳ متر بوده که اکنون منقرض شده است، پس از آن پایتون مشبک به طول ۶٫۹۵ متر قرار دارد که به عنوان بلندترین گونهٔ موجود مار ثبت شده است. مار آناکوندای سبز به طول ۵٫۲۱ متر هم به عنوان سنگین‌ترین مار جهان ثبت شده است.
در سوی دیگر ترین‌ها، کوچک‌ترین مار موجود به نام مار نخی باربادوس (Leptotyphlops carlae) با طول ۱۰٫۴ سانتیمتر قرار دارد که کوتاه‌ترین مار جهان است. بیشتر مارها جانورانی کوچک هستند و طولی کمتر از ۱ متر دارند.

### حواس

#### بویایی
مارها با بو کشیدن شکار خود را پیدا می‌کنند. آن‌ها با کمک زبان چنگالی خود ذرات موجود در هوا را جمع‌آوری می‌کنند و آن را به اندام ژاکوبسون موجود در دهانشان منتقل می‌کنند تا بررسی شوند. دو شاخ بودن زبان به مارها کمک می‌کند تا به صورت هم‌زمان به حس بویایی و چشایی جهت‌دار دست یابند. آن‌ها پیوسته زبان خود را حرکت می‌دهند تا از ذرات موجود در هوا، آب و خاک نمونه‌برداری کنند، مواد شیمیایی موجود در آن‌ها را تجزیه و تحلیل کنند تا تشخیص دهند که آیا شکار یا مزاحمی در محیط پیرامون قرار دارد یا خیر. زبان چنگالی برای مارهایی که به زیر آب می‌روند مانند آناکوندا هم به خوبی کار می‌کند.

#### بینایی
توان بینایی در میان مارها بسیار متفاوت است. برخی مارها تنها می‌توانند روشنایی را از تاریکی تشخیص دهند؛ درحالی که برخی دیگر بینایی خوبی دارند. اما نکتهٔ مهم دربارهٔ همهٔ آن‌ها این است که همهٔ آن‌ها به اندازهٔ کافی می‌بینند با اینکه ممکن است تیزبین نباشند، اما می‌توانند حرکات طعمه را ردیابی کنند. در حالت کلی بینایی مارهای درختی از مارهای خاکی (زیرزمینی) بهتر است. برخی مارها مانند مار آسیایی تاک (Asian vine) دارای دید دوچشمی است، اما چشمانش می‌توانند بر روی یک چیز هم‌زمان تمرکز کنند. در بیشتر مارها، جانور برای تمرکز بر روی یک جسم و دیدن آن، عدسی چشم نسبت به شبکیه پس و پیش می‌شود؛ درحالی که در دیگر آب‌پرده‌داران عدسی چشم کش می‌آید. مردمک چشم مارهای شب‌زی، شکاف مانند است درحالی که مردمک چشم مارهایی که در روز بیدارند، به صورت گرد است.

#### حساسیت به پرتوهای فروسرخ
افعی‌های پیت، پایتون‌ها و برخی مارهای بوآ، در شیارهای عمیق پوزه‌شان گیرنده‌های حساس به پرتوهای فروسرخ دارند که به آن‌ها اجازه می‌دهد پرتوهای گرمای ناشی از بدن جانوران خون‌گرم مانند پستانداران را «ببینند». در افعی‌های پیت، این شیارها میان سوراخ‌های بینی و چشم‌ها قرار دارد. دیگر مارهای حساس به پرتوهای فروسرخ، حفره‌های کوچکی روی لب بالایی، درست زیر سوراخ بینی‌شان را پوشانده است که به کمک آن‌ها پرتوهای فروسرخ را تشخیص می‌دهند.

#### حساسیت به لرزش
بخشی از بدن مار که با زمین تماس دارد به شدت به لرزش حساس است. در نتیجه می‌تواند کوچک‌ترین لرزش در زمین که در اثر حرکت جانوران نزدیک شونده ایجاد می‌شود را حس کند.

### پوست
پوست مار از پولک پوشیده شده است. برخلاف این باور که مردم فکر می‌کنند مارها پوستی لزج مانند کرم دارند، ولی اینگونه نیست؛ مار، پوستی نرم با بافتی خشک دارد. بیشتر مارها با بهره‌گیری از پولک‌های خاص شکم‌شان می‌توانند روی زمین بخزند یا از یک سطح بالا بروند. پولک مار می‌تواند نرم، خاردار یا دانه‌ای باشد.
شکل و شمار پولک‌های روی سر، پشت و شکم مارها ویژه است و از آن برای کاربردهای آرایه‌شناسی استفاده می‌شود. نامگذاری پولک‌ها در درجهٔ نخست بر پایهٔ جای آن‌ها در بدن مار است. برای نمونه، می‌توان به مارهای کائنوفیدیان (Caenophidia) اشاره کرد: گستره و ردیف‌های پولک‌های پشتی متناظر با مهره‌های دمی است و به دانشمندان اجازه می‌دهد تا بدون کالبدشکافی مهره‌های جانور را بشمارند.
مارها مانند جانوران دیگر پلک ندارند؛ بلکه چشمان آن‌ها با پولک‌های شفاف پوشانده شده است که به آنها پلک‌های «تماشا» می‌گویند. چشم‌های مار همواره باز است و تنها برای خواب شبکیه چشم بسته می‌شود یا صورتشان را در لایه‌های بدن فرو می‌برند و آن را می‌پوشانند.

#### پوست‌اندازی
فرایند از دست دادن پولک‌ها، پوست‌اندازی نام دارد. برای یک مار لایهٔ کامل بیرونی پوست به‌صورت یک لایهٔ تکی کنده می‌شود. پولک‌های مار گسسته نیست مگر لایهٔ روپوست، به این ترتیب با هر پوست‌اندازی پولک‌ها دانه‌ای کنده نمی‌شوند؛ بلکه لایه روپوست بدن، مانند جورابی که پشت رو شده باشد، به صورت یک لایهٔ بیرونی از جا در می‌آید.

چوبدست اسقلبیوس، نماد پزشکی

پوست‌اندازی چندین کاربرد دارد، نخست آنکه پوست کهنه و فرسوده با پوست تازه جایگزین می‌شود. دوم آنکه کمک می‌کند تا جانور انگل‌ها را از خود دور کند. باور بر آن است که در جانورانی مانند حشرات، پوست‌اندازی کمک می‌کند تا بدن رشد کند اما این مسئله برای مارها هنوز مورد بحث است.
فرایند پوست‌اندازی چندین بار در زندگی یک مار روی می‌دهد. پیش از هر پوست‌اندازی مار از خوردن پرهیز می‌کند و اغلب پنهان می‌شود یا به یک جای امن می‌رود. درست پیش از پوست‌اندازی، پوست مار خشک و کدر می‌شود و چشم‌ها به رنگ آبی کدر (ابری) در می‌آید. سطح درونی پوست کهنه مایع می‌شود، این باعث می‌شود تا پوست کهنه از پوست نو که در زیر قرار دارد جدا شود. پس از چند روز چشم‌ها دوباره شفاف می‌شود و مار به بیرون از پوست کهنه می‌خزد. پوست کهنه در نزدیکی دهان می‌شکند و مار می‌تواند با مالیدن خود بر روی سطح‌های زبر، پوست کهنه را جدا کند. در بیشتر موارد پوست کهنه مانند یک جوراب که پشت رو شده باشد رو به پشت و از سر تا دم کنده می‌شود. پوست تازه بزرگتر و روشن‌تر است.

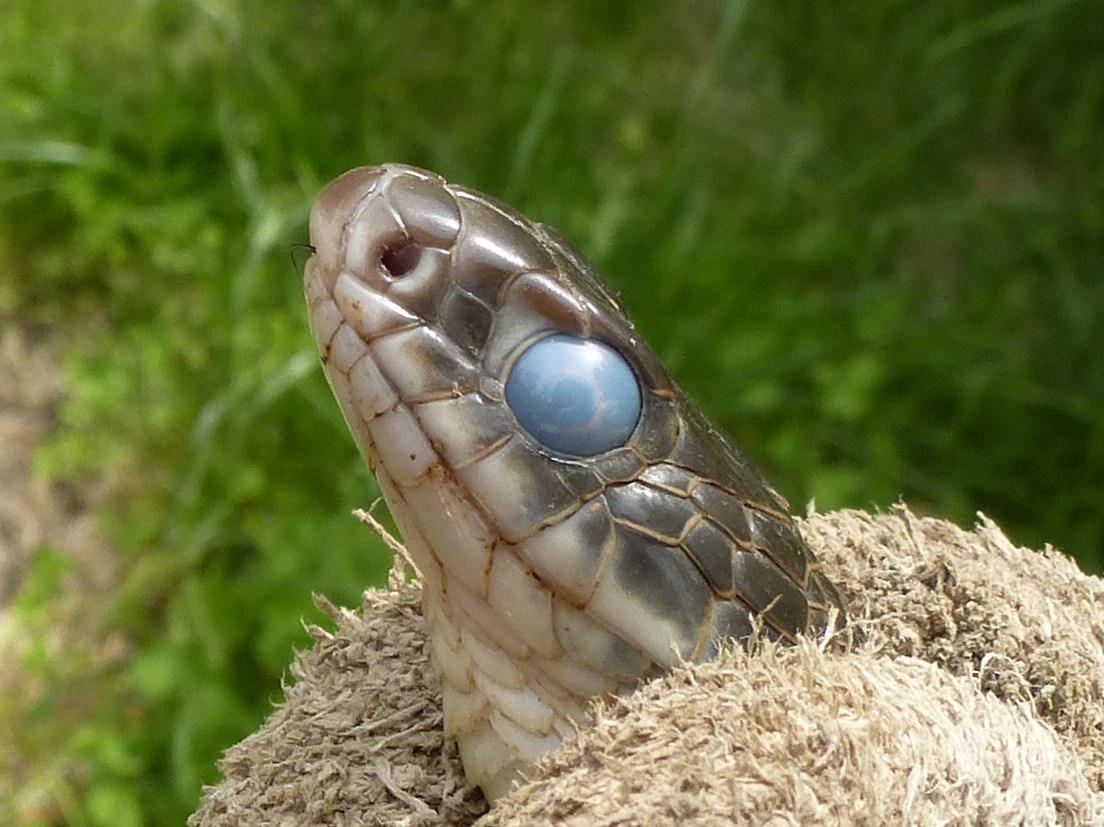
چشم‌های آبی و کدر یک مار پیش از پوست‌اندازی.

یک مار بالغ یک یا دو بار در سال پوست‌اندازی می‌کند درحالی که یک مار جوان و در حال رشد می‌تواند تا چهار بار در سال این کار را انجام دهد. پوست مردهٔ کنده شده به خوبی الگوی پولک‌های بدن مار را نشان می‌دهد اگر پوست کنده شده آسیب ندیده باشد از روی آن می‌توان مار را شناسایی کرد. این نو شدن دوره‌ای در مارها باعث شده تا مار به نماد بهبودی و پزشکی تبدیل شود.

### استخوان‌بندی

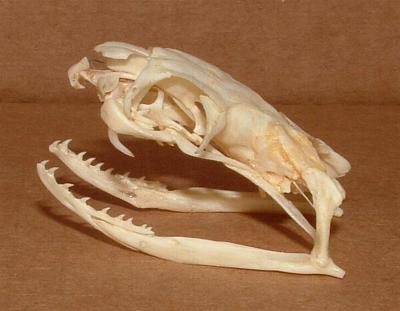
جمجمهٔ یک شاه کبرا

استخوان‌بندی بیشتر مارها تنها از یک جمجمه، لامی، ستون مهره‌ها و دنده تشکیل شده است. البته مارهای خانوادهٔ هنوفیدیا بازمانده‌هایی از لگن خاصره و اندام‌های پشتی از نسل‌های قبل، در آن‌ها به جای مانده است.
جمجمهٔ مار شامل یک بخش صلب و کامل برای اعصاب (neurocranium) است که بسیاری از استخوان‌های دیگر اتصال ضعیفی به آن دارند به ویژه استخوان‌های فک که برای خوردن شکارهای بزرگ به آسانی جابجا می‌شوند. سمت راست و چپ فک پایینی تنها با یک رباط انعطاف‌پذیر به هم وصل شده‌اند از این رو می‌توانند به میزان زیادی از هم فاصله بگیرند. بخش انتهایی استخوان‌های فک پایینی با یک استخوان چهارگوش (quadrate) مفصل شده‌اند که این اتصال به تحرک بیشتر فک کمک می‌کند. همچنین استخوان چهارگوش و استخوان‌های مربوط به فک پایینی به مار کمک می‌کنند تا هر گونه لرزشی در زمین را حس کنند. چون هر لبهٔ فک می‌تواند به‌طور مستقل نسبت به دیگری جابه‌جا شود، مارها فک خود را بر روی سطح به صورت شل و آزاد می‌گذارند تا بتوانند صداهای پیرامون را به صورت استریو دریافت و شکار را شناسایی کنند. مارها با وجود نداشتن گوش بیرونی و استخوان‌های کوچک گوش که مکانیسم تطبیق امپدانس را به عهده می‌گیرند، می‌توانند با کمک گذرگاه اتصال فک، استخوان چهارگوش، استخوان رکابی، لرزش و حرکت‌های به اندازهٔ یک آنگستروم را نیز حس کنند.

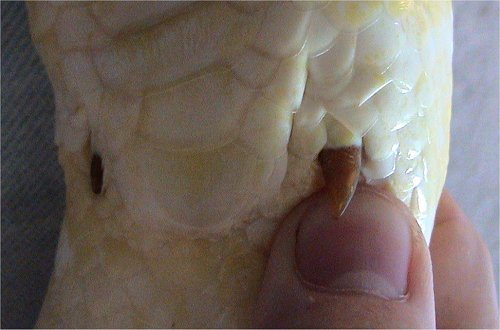
ناخن‌های بیرون زده از زیر مار پایتون

استخوان لامی، استخوانی کوچک است که در پشت و بخش زیرین جمجمه، در ناحیهٔ «گردن» قرار دارد و به عنوان اتصالی برای زبان مار عمل می‌کند، این پدیده در چهاراندامان نیز وجود دارد.
ستون مهره‌های مار بین ۲۰۰ تا ۴۰۰ (یا بیشتر) مهره دارد. مهره‌های دم نسبتاً کم‌اند (اغلب کمتر از ۲۰٪ کل) و دنده‌ای به آن‌ها وصل نیست در حالی که مهره‌های دیگر هر کدام دو دنده دارند. مهره‌های مار به قدری قوی‌اند که به جانور اجازه می‌دهند با اتصال ماهیچه‌های نیرومند به آن بدون داشتن اندام حرکتی به آسانی جابه‌جا شوند. دم بیشتر مارها برخلاف مارمولک نمی‌تواند بدون آسیب از بدن جدا شود.
برخی مارها به ویژه مار بوآ و پایتون‌ها، بقایایی از اندام‌های اجداد زیستی‌شان را هنوز دارند؛ به‌خصوص یک جفت اندام کوچک که مانند ناخن تیز به‌جای پا از دو سوی پارگین بیرون زده است، نمود خارجی از اندام‌های به‌جای مانده از نسل‌های قبل است.

### اندام‌های درونی

اندام‌های درونی مار، به ترتیب: ۱) مری، ۲) نای، ۳) نای شش‌ها، ۴) شش چپ که کوچکتر است، ۵) ریهٔ راست، ۶) قلب، ۷) کبد، ۸) معده، ۹) کیسهٔ هوا، ۱۰) کیسه صفرا، ۱۱) لوزالمعده، ۱۲) طحال، ۱۳) روده، ۱۴) بیضه، ۱۵)کلیه‌ها

قلب مار در یک کیسه احاطه شده است که به آن پیراشامه می‌گویند. قلب در بخش دو شاخ نایژه قرار دارد؛ اما به گونه‌ای نیست که در آنجا ثابت باشد، بلکه به دلیل نبود دیافراگم می‌تواند حرکت کند. این ویژگی به مار کمک می‌کند تا هنگامی که شکارهای بزرگ را می‌بلعد به قلبش آسیبی وارد نشود. طحال مار به کیسهٔ صفرا و لوزالمعده چسبیده است و خون را فیلتر می‌کند. تیموس در بافت چربی بالای قلب قرار دارد و مسئول ساخت گلبول سفید در خون‌است. دستگاه گردش خون در مار بسیار قابل توجه است چون یک درگاه سامانهٔ کلیوی دارد به این معنی که خونی که از دُم مار می‌آید نخست از کلیه‌ها رد می‌شود بعد به قلب بازمی‌گردد.
از آنجایی که هر چیزی در بدن مار باید لوله‌ای و باریک باشد، شش چپ مار معمولاً کوچک است یا گاهی مارها اصلاً این شش را ندارند. در بیشتر گونه‌های مار تنها یک شش کار می‌کند. این شش شامل یک بخش پیشین‌است که اندام‌های خونی دارد و بخش پشتی که در مبادلهٔ گازها همکاری نمی‌کند. در برخی مارهای آبی، از شش کوچکتر در استاتیک شاره‌ها برای تنظیم شناوری مار استفاده می‌شود اما کاربرد آن در مارهای خاکی هنوز روشن نیست. بسیاری از اندام‌هایی که در بدن جانوران زوج است مانند کلیه یا اندام جنسی، در بدن مار به گونه‌ای چیده شده‌اند که یکی پشت سر دیگری قرار گرفته است.
مارها غدد لنفاوی ندارند.

### دندان
در مارهای غیر سمی دندان‌های غضروف مانند و تیز وجود دارد که رو به داخل دهان خم شده‌اند. این دندان‌ها تنها برای نگهداشتن شکار در دهان مار کاربرد دارند و برای جویدن یا له کردن بکار نمی‌آیند.
در مارهای سمی علاوه بر این دندان‌ها یک جفت دندان بلند و توخالی وجود دارد که داخل آنها مجرایی برای انتقال زهر به داخل بدن شکار تعبیه گردیده است که دندان‌های نیش نامیده می‌شوند. دندان‌های نیش مارهای زهرآگین پیشرفته مانند گرزه‌ماران و کفچه‌ماران که زهرشان بر دستگاه گردش خون اثر می‌گذارد با همولیز (تخریب) گلبول‌های قرمز باعث ایجاد لخته و نهایتاً مرگ قربانی می‌شوند، در جلوی دهان قرار دارند و بسیار بلند هستند بطوریکه این موقع بسته بودن دهان به صورت تا شده و خوابیده درسقف دهان قرار دارند و در هنگام باز شدن دهان در مواقع شکار یا حالت دفاعی آشکار می‌شوند. جلو بودن دندان‌ها برای این مارها عمل نیش زدن و تزریق زهر به قربانی را آسان‌تر می‌کند. با این حال دندان‌های نیش کفچه‌ماران مانند کبرا و مارهای براق در جلو قرار دارد. این دندان‌ها توخالی‌اند و نمی‌توانند به سمت جلو بیایند. در نتیجه این مارها نمی‌توانند با دندانشان قربانی را زخمی‌کنند (بدن قربانی را خط بیندازند یا دندان را فقط در آن فروکنند مانند چاقو زدن)؛ بلکه باید واقعاً آن را گاز بگیرند.: ۲۴۲ 
دندان‌های نیش برخی مارها که زهرشان به دستگاه عصبی یورش می‌برد (مانند گربه‌مار حلقه‌طلایی) در عقب دهانشان قرار دارند که رو به پشت و داخل دهان خم شده‌اند. این نوع دندان عمل نیش زدن را برای مار دشوار می‌کند. همچنین گرفتن زهر از این نوع دندان‌ها برای دانشمندان دشوارتر است.
مار از جمله جانورانی است که دندان‌هایش (بغیر از دندان‌های نیش) پیوسته جایگزین می‌شوند.

### زهر

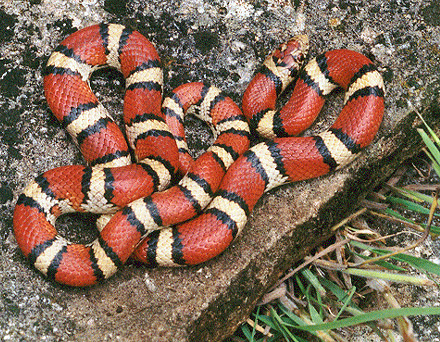
شیرمار که اغلب با مار مرجانی که زهر آن برای انسان کشنده است، اشتباه گرفته می‌شود.

کفچه ماران، گرزه‌ماران و گونه‌های نزدیک به آن‌ها همگی از جمله مارهایی‌اند که برای بی‌حرکت کردن یا کشتن شکارشان از زهر استفاده می‌کنند. زهر در اصل همان بزاق اصلاح شدهٔ مار است که از طریق دندان‌های نیش به شکار می‌رسد. مارها معمولاً از زهر برای شکار کردن استفاده می‌کنند و کمتر از آن در دفاع بهره می‌گیرند.: ۲۴۳ 
زهر برای مارها مانند دیگر مایعات بزاقی به عنوان کمکی در هضم غذا و شکستن ترکیبات پیچیدهٔ آن به مواد خوراکی محلول کاربرد دارد. حتی گزیدگی مارهای غیر سمی (مانند گاز گرفتگی یا گزیدگی دیگر جانوران) در بافت محل زخم ایجاد آسیب و عفونت می‌کند.: ۲۰۹ 
برخی پرنده‌ها، پستانداران و گونه‌هایی از مارها (مانند شه‌مار) که خوراکشان مارهای سمی است، بدنشان نسبت به آسیب زهر برخی مارها مقاوم شده است.: ۲۴۳  مارهای زهرآگین شامل سه خانواده از مارها است و یک دستهٔ مستقل در آرایه‌شناسی به آن تعلق نمی‌گیرد.
برخی بر این باورند که عبارت مار زهرآگین کاملاً درست نیست چون زهر یا تنفس می‌شود یا خورانده، اما زهر مارها تزریق می‌شود. با این حال دو استثناء میان مارها وجود دارد، نخست مار رابدوفیس است که زهر را از بدن وزغ‌هایی که می‌خورد می‌گیرد و آن را از غدد گردنی به سمت مزاحمان ترشح می‌کند. استثنای دوم مربوط به جمعیت اندکی از مار بندجورابی در اورگن است که به اندازهٔ کافی زهر از سمندرهای آبی که می‌خورد در کبدش ذخیره می‌کند تا برای شکارچیان پیرامون مانند روباه‌ها و کلاغ‌ها مسموم باشد.
ترکیب زهرمار در گونه‌های مختلف و همین‌طور در هر گونه بر اساس سن، فصل و زمان آخرین ترشح متفاوت است. ترکیبات اصلی آن پروتئین و پلی‌پپتیدهایی که خاصیت آنزیمی و سمی دارند. زهر مارها ترکیبی پیچیده از پروتئین‌ها است که در غدد زهر در پشت سر مار ذخیره می‌شود. غدد زهر در دو طرف سر و در غلافی ماهیچه‌ای قرار دارند. در همهٔ مارهای زهردار این غدد رو به مجراهایی به سمت دندان‌های خالی یا شیاردار فک بالایی باز می‌شود.: 243  این پروتئین‌ها می‌توانند ترکیبی از نوروتاکسین (زهری که به دستگاه عصبی حمله می‌کند)، هموتاکسین (زهری که به دستگاه گردش خون حمله می‌کند)، سایتوتاکسین (حمله به سلول‌ها) و دیگر انواع زهرها باشد. تقریباً همهٔ زهرها آنزیم هیالورونیداز دارند که منجر به انتشار سریع زهر در بدن می‌شود.: ۲۴۳ 

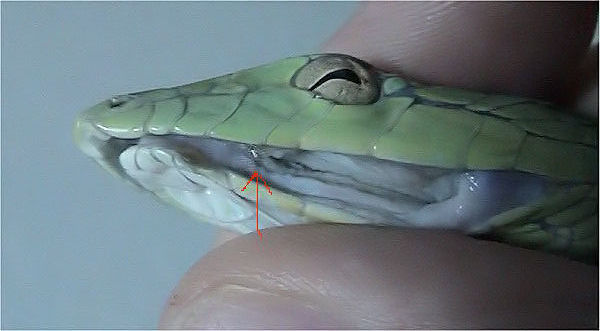
یک نمونه مار تاک، در تصویر نشان داده شده که دندان نیش در عقب دهان قرار دارد.

به تازگی پیشنهاد شده است که همهٔ مارها می‌توانند تا حدی زهرآگین باشند اما مارهای بی‌خطر زهر ضعیف دارند و دندان نیشی ندارند که با آن آسیب برسانند. در نتیجه بر اساس این نظریه بیشتر مارهایی که به عنوان بدون زهر شناخته می‌شوند، همچنان بی‌خطرند؛ چون دندانی که زهر را برساند ندارند یا نمی‌توانند به مقدار کافی زهر به انسان برسانند. همچنین این نظریه ادعا می‌کند که اجداد مارها احتمالاً به مارمولک‌های زهرآگین برمی‌گردد؛ این نظریه دربارهٔ مارمولک‌های زهرآگین مانند هیولای گیلا، پوست منجوقی، بزمجه و موساسوریان که امروزه منقرض شده‌اند نیز همین نظر را دارد.
از دیدگاه آرایه‌شناسی، مارهای زهرآگین دو تیره دارند:
- کفچه‌ماران - کبرا شامل شاه کبرا، مارهای براق، سر-مسی استرالیایی، دریاماران و مارهای مرجانی.[۲۹]
- گرزه‌ماران - گرزه‌ماران، مار زنگی، مارهای سر-مسی/دهان-پنبه‌ای (کاپرهد/مار آبی زهردار) و bushmasterها[۲۹]

خانوادهٔ سومی وجود دارد که شامل مارهایی است که دندان نیششان در عقب است:
- قمچه‌ماران - بومسلنگ، مارهای درختی، گربه‌مار حلقه‌طلایی (سرده Boiga)، مارهای تاک (Ahaetulla). البته همهٔ قمچه‌ماران زهرآگین نیستند.[۲۸]: 209 [۲۹]

## رفتار

### خواب زمستانی
مارهایی که در مناطقی با زمستان‌هایی سردتر از توان تحمل شان زندگی می‌کنند، در سرما به حالت غیرفعال در می‌آیند. مارهای بومی این مناطق به حال خفتگی می‌روند. خفتگی با خواب زمستانی پستانداران متفاوت است؛ چون در خواب زمستانی جانور پستاندار کاملاً به خواب می‌رود، اما خزندگان خواب نیستند بلکه غیرفعال‌اند. برای این منظور یک مار تنها ممکن است در زیر زمین حفره‌ای بکند و به درون آن رود یا درون تنهٔ یک درخت که افتاده پنهان شود یا زیر یک تخته سنگ رود. گاهی هم ممکن است شمار زیادی مار بصورت دسته جمعی به یک پناهگاه مانند غار بروند.

### خوراک

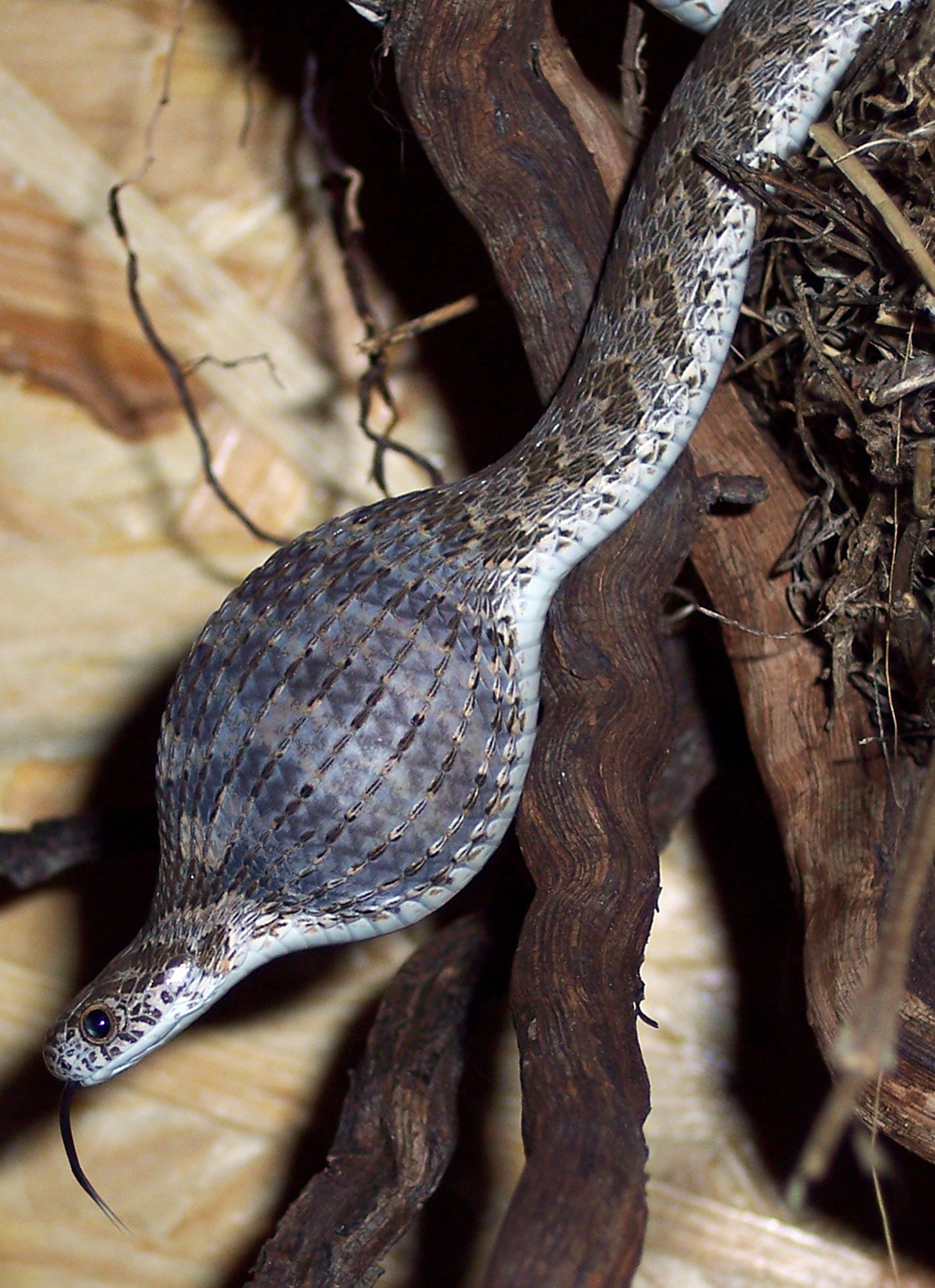
مار تخم-خوار آفریقایی

مارها به شدت گوشت‌خوارند (بیش از ۷۰٪ از خوراک آن‌ها گوشت است)، از جمله مواد غذایی آن‌ها می‌توان به این موارد اشاره کرد: مارمولک، قورباغه، دیگر مارها، پستانداران کوچک، پرندگان، تخم دیگر جانداران، ماهی، حلزون و حشرات.
از آنجایی که مارها نمی‌توانند گاز بگیرند یا شکار را پاره کنند، به ناچار آن را درسته فرو می‌برند. بزرگی بدن مار تأثیر زیادی بر عادت‌های خوراکی آن دارد. مارهای کوچکتر شکارهای کوچکتر دارند برای نمونه خوراک پایتون‌های جوان مارمولک و موش است اما در بزرگسالی می‌توانند یک گوزن کوچک یا یک بز کوهی را بخورند.
آرواره مار ساختاری پیچیده دارد. برخلاف باور عمومی که مار می‌تواند آرواره‌اش را جابه‌جا کند، باید گفت مارها آروارهٔ پایینی بسیار انعطاف‌پذیری دارند که دو نیمهٔ آن به صورت اتصال صلب به هم وصل نیستند (مارها چانه ندارند). همچنین چندین اتصال میان فک و جمجمه وجود دارد که به آن‌ها اجازه می‌دهد دهانشان را برای بلعیدن درستهٔ یک شکار که قطرش از قطر بدن خود مار بیشتر است باز کنند.
برای نمونه مار تخم-خوار آفریقایی می‌تواند تخم‌هایی بسیار بزرگتر از قطر سرش را فروبرد.: ۸۱  این مار هیچ دندانی ندارد، اما پیش‌آمدگی استخوانی محکمی در لبهٔ درونی ستون مهره‌های خود دارد که با کمک آن تخم‌ها را می‌شکند.: ۸۱ 
درحالی که بیشتر مارها از جانوران دیگر شکار می‌کنند، در این میان شاه کبرا و مار استرالیایی بندی-بندی دیگر مارها را شکار می‌کنند. مار Pareas iwesakii و دیگر قمچه‌مارانی که از حلزون تغذیه می‌کنند، از زیرخانوادهٔ Pareatinae هستند که دندان‌های بیشتری در نیمهٔ راست دهانشان دارند تا نیمهٔ چپ؛ دلیل این پدیده این است که پوستهٔ شکار آن‌ها معمولاً در جهت ساعت‌گرد می‌چرخد.: 184 
برخی مارها (مارهای سمی) شکار خود را اول با نیش زدن می‌کشند و بعد می‌خورند. برخی دیگر با چنبره زدن و پیچیدن به دور شکار و خفه کردنش، آن را آمادهٔ خوردن می‌کنند. بقیهٔ مارها شکار خود را زنده و درسته می‌خورند.: 81 
پس از خوردن مارها می‌خوابند تا فرایند گوارش انجام شود. گوارش فرایندی انرژی بر است، به ویژه اگر شکار بزرگ باشد. برای مارهایی که گهگاهی به شکار می‌روند، دستگاه گوارش و روده بخشی از وعدهٔ غذایی را وارد بدن می‌کنند تا انرژی ذخیره شود. پس از ۴۸ ساعت دستگاه گوارش با ظرفیت کامل دوباره مشغول به کار می‌شود. خونسرد بودن مارها باعث می‌شود دمای پیرامون تأثیر زیادی بر گوارش آن‌ها بگذارد. بهترین دما برای گوارش مار ۳۰ درجهٔ سانتیگراد است. در پی فرایند، گوارش دمای سطح بدن ۱٫۲ درجهٔ سانتیگراد افزایش می‌یابد. اگر مار پس از خوردن خطری را احساس کند، خوراک خود را بالا می‌آورد تا بتواند فرار کند. اما اگر کسی مزاحمش نشود، فرایند گوارش بازدهی بالایی در بدن مار دارد؛ به گونه‌ای که با آنزیم‌های بدن او تقریباً همهٔ بدن شکار جذب می‌شود (غیر از پر، مو و پنجه‌های شکار که همراه با مواد زائد بدن اسید اوریک دفع می‌شوند).

### جابه‌جایی
نداشتن دست و پا در مارها، آن‌ها را از جابه‌جایی بازنداشته است. آن‌ها چند روش حرکتی برای خود پیدا کرده‌اند که بسته به محیط‌های مختلف متفاوت است. در جانورانی که دست و پا دارند، جابه‌جایی به صورت یک عمل پیوسته است، درحالی که جابه‌جایی در مارها به صورت گسسته و متفاوت از دیگری است و انتقال بین یک نوع از جابه‌جایی به نوع دیگر کاملاً ناگهانی روی می‌دهد.

#### خزش مارپیچی جانبی
خزش مارپیچی (موج‌وارِ) جانبی یا بر پهلو، تنها روش جابه‌جایی مارهای آبی و پرکاربردترین روش جابه‌جایی در میان مارهای خشکی است. در این روش، جابه‌جایی مار به صورت متناوب و پی در پی خود را به چپ و راست خم می‌کند. وقتی به آن نگاه می‌کنیم، گویی یک موج رو به عقب در حرکت است. این جابه‌جایی به نظر سریع می‌آید؛ اما در واقع بیشترین سرعتی که برای مارها ثبت شده، به اندازهٔ دو طول بدن مار در یک ثانیه بوده که البته چنین سرعتی بسیار کم پیش می‌آید و مارها معمولاً با سرعت کمتری جابه‌جا می‌شوند. مقدار انرژی که مارها با این روش از خزش مصرف می‌کنند، برابر با مقدار انرژی است که یک مارمولک هم وزن مار، در هنگام دویدن صرف می‌کند.
خیزش موج‌وارِ بر پهلو، برای مارهای خشکی به این صورت است که: موجی که گفته شد در اندام مار ایجاد می‌شود و رو به عقب حرکت می‌کند. به نقطه‌های از زمین مانند سنگریزه‌ها، ناهمواری‌های خاک و ساقه‌های گیاهان نیرو وارد می‌کند و در اثر نیروی عکس‌العمل این اجسام، مار دقیقاً رو به جلو هل داده می‌شود. سرعت جابجایی در این روش کاملاً به تراکم و جنس نقطه‌ای از زمین که مار بر آن نیرو وارد می‌کند، بستگی دارد. اگر جنس و تراکم محیط، مناسب باشد، سرعت حرکت موج دقیقاً با سرعت حرکت مار برابر است. در این روش چون مار به صورت مستقیم رو به جلو هل داده می‌شود، می‌تواند از میان مسیرهایی که چگالی گیاهی آن‌ها زیاد است، به راحتی عبور کند و از هر سوراخ کوچکی رد شود.
وقتی مار شنا می‌کند، موجی که گفته شد بزرگتر می‌شود و سرعت حرکت رو به عقب موج از سرعت حرکت رو به جلوی مار بیشتر خواهد بود. این روش خزش با اینکه ظاهری مشابه در میان مارهای آبی و خاکی دارد، اما الگوی دگرگونی‌های ماهیچه‌های درگیر در آن بین مارهای آبی متفاوت از مارهای خاکی است. از این رو، دو روش متفاوت جابه‌جایی در نظر گرفته می‌شود. همهٔ مارها می‌توانند با موج جانبی رو به پشت، خود را به سمت جلو هل دهند (حرکت رو به جلو)؛ اما تنها در میان مارهای آبی دیده شده که مار با ایجاد موج رو به جلو، خود را به پشت هل دهد (حرکت به سمت عقب).

## گونه‌های مار
|  | قلمی‌ماران                                                      |
|  |                                                                |
|  | \| \| کورماران آمریکایی \| \| \| \| \| \| کورماران \| \| \| \| |
|  |                                                                |
|  | کورماران آمریکایی                                              |
|  |                                                                |
|  | کورماران                                                       |
|  |                                                                |

|  | کورماران آمریکایی |
|  |                   |
|  | کورماران          |
|  |                   |

|  | لوله‌ماران آسیایی                                                 |
|  |                                                                  |
|  | \| \| لوله‌ماران کوتوله \| \| \| \| \| \| Uropeltinae \| \| \| \| |
|  |                                                                  |
|  | لوله‌ماران کوتوله                                                 |
|  |                                                                  |
|  | Uropeltinae                                                      |
|  |                                                                  |

|  | لوله‌ماران کوتوله |
|  |                  |
|  | Uropeltinae      |
|  |                  |

|  | پایتونان        |
|  |                 |
|  | آفتاب‌ماران      |
|  |                 |
|  | پایتونان مکزیکی |
|  |                 |

|  | قمچه‌ماران |
|  |           |
|  | زگیل‌ماران |
|  |           |
|  | دشنه‌ماران |
|  |           |
|  | کفچه‌ماران |
|  |           |
|  | دریاماران |
|  |           |
|  | گرزه‌ماران |
|  |           |

|  | اژدرماران بر قدیم |
|  |                   |
|  | Boinae            |
|  |                   |
|  | Calabaria         |
|  |                   |

|  | پایتونان        |
|  |                 |
|  | آفتاب‌ماران      |
|  |                 |
|  | پایتونان مکزیکی |
|  |                 |

|  | قمچه‌ماران |
|  |           |
|  | زگیل‌ماران |
|  |           |
|  | دشنه‌ماران |
|  |           |
|  | کفچه‌ماران |
|  |           |
|  | دریاماران |
|  |           |
|  | گرزه‌ماران |
|  |           |

|  | اژدرماران بر قدیم |
|  |                   |
|  | Boinae            |
|  |                   |
|  | Calabaria         |
|  |                   |

|  | لوله‌ماران آسیایی                                                 |
|  |                                                                  |
|  | \| \| لوله‌ماران کوتوله \| \| \| \| \| \| Uropeltinae \| \| \| \| |
|  |                                                                  |
|  | لوله‌ماران کوتوله                                                 |
|  |                                                                  |
|  | Uropeltinae                                                      |
|  |                                                                  |

|  | لوله‌ماران کوتوله |
|  |                  |
|  | Uropeltinae      |
|  |                  |

|  | پایتونان        |
|  |                 |
|  | آفتاب‌ماران      |
|  |                 |
|  | پایتونان مکزیکی |
|  |                 |

|  | قمچه‌ماران |
|  |           |
|  | زگیل‌ماران |
|  |           |
|  | دشنه‌ماران |
|  |           |
|  | کفچه‌ماران |
|  |           |
|  | دریاماران |
|  |           |
|  | گرزه‌ماران |
|  |           |

|  | اژدرماران بر قدیم |
|  |                   |
|  | Boinae            |
|  |                   |
|  | Calabaria         |
|  |                   |

|  | پایتونان        |
|  |                 |
|  | آفتاب‌ماران      |
|  |                 |
|  | پایتونان مکزیکی |
|  |                 |

|  | قمچه‌ماران |
|  |           |
|  | زگیل‌ماران |
|  |           |
|  | دشنه‌ماران |
|  |           |
|  | کفچه‌ماران |
|  |           |
|  | دریاماران |
|  |           |
|  | گرزه‌ماران |
|  |           |

|  | اژدرماران بر قدیم |
|  |                   |
|  | Boinae            |
|  |                   |
|  | Calabaria         |
|  |                   |

|  | لوله‌ماران آسیایی                                                 |
|  |                                                                  |
|  | \| \| لوله‌ماران کوتوله \| \| \| \| \| \| Uropeltinae \| \| \| \| |
|  |                                                                  |
|  | لوله‌ماران کوتوله                                                 |
|  |                                                                  |
|  | Uropeltinae                                                      |
|  |                                                                  |

|  | لوله‌ماران کوتوله |
|  |                  |
|  | Uropeltinae      |
|  |                  |

|  | پایتونان        |
|  |                 |
|  | آفتاب‌ماران      |
|  |                 |
|  | پایتونان مکزیکی |
|  |                 |

|  | قمچه‌ماران |
|  |           |
|  | زگیل‌ماران |
|  |           |
|  | دشنه‌ماران |
|  |           |
|  | کفچه‌ماران |
|  |           |
|  | دریاماران |
|  |           |
|  | گرزه‌ماران |
|  |           |

|  | اژدرماران بر قدیم |
|  |                   |
|  | Boinae            |
|  |                   |
|  | Calabaria         |
|  |                   |

|  | پایتونان        |
|  |                 |
|  | آفتاب‌ماران      |
|  |                 |
|  | پایتونان مکزیکی |
|  |                 |

|  | قمچه‌ماران |
|  |           |
|  | زگیل‌ماران |
|  |           |
|  | دشنه‌ماران |
|  |           |
|  | کفچه‌ماران |
|  |           |
|  | دریاماران |
|  |           |
|  | گرزه‌ماران |
|  |           |

|  | اژدرماران بر قدیم |
|  |                   |
|  | Boinae            |
|  |                   |
|  | Calabaria         |
|  |                   |

|  | لوله‌ماران آسیایی                                                 |
|  |                                                                  |
|  | \| \| لوله‌ماران کوتوله \| \| \| \| \| \| Uropeltinae \| \| \| \| |
|  |                                                                  |
|  | لوله‌ماران کوتوله                                                 |
|  |                                                                  |
|  | Uropeltinae                                                      |
|  |                                                                  |

|  | لوله‌ماران کوتوله |
|  |                  |
|  | Uropeltinae      |
|  |                  |

|  | پایتونان        |
|  |                 |
|  | آفتاب‌ماران      |
|  |                 |
|  | پایتونان مکزیکی |
|  |                 |

|  | قمچه‌ماران |
|  |           |
|  | زگیل‌ماران |
|  |           |
|  | دشنه‌ماران |
|  |           |
|  | کفچه‌ماران |
|  |           |
|  | دریاماران |
|  |           |
|  | گرزه‌ماران |
|  |           |

|  | اژدرماران بر قدیم |
|  |                   |
|  | Boinae            |
|  |                   |
|  | Calabaria         |
|  |                   |

|  | پایتونان        |
|  |                 |
|  | آفتاب‌ماران      |
|  |                 |
|  | پایتونان مکزیکی |
|  |                 |

|  | قمچه‌ماران |
|  |           |
|  | زگیل‌ماران |
|  |           |
|  | دشنه‌ماران |
|  |           |
|  | کفچه‌ماران |
|  |           |
|  | دریاماران |
|  |           |
|  | گرزه‌ماران |
|  |           |

|  | اژدرماران بر قدیم |
|  |                   |
|  | Boinae            |
|  |                   |
|  | Calabaria         |
|  |                   |

## اندرکنش با انسان

### گزیدگی

خلاصه‌ای از نشانه‌های عمومی مارگزیدگی

مارها در حالت عادی، انسان شکار نمی‌کنند؛ مگر آنکه زخمی یا ترسیده باشند. بیشتر مارها ترجیح می‌دهند از تماس یا حمله به انسان پرهیز کنند. در حالت کلی مارهای غیر سمی خطری برای انسان ندارند. تنها استثناء مارهای چنبره‌ای بزرگ مانند پایتون‌ها و آناکوندا است. گزیدگی یک مار غیر سمی معمولاً بی‌خطر است؛ چون دندان‌های مار برای پاره کردن یا ایجاد زخم عمیق طراحی نشده‌اند، بلکه تنها برای گرفتن شکار و نگاه داشتنش کار می‌کنند. با این حال احتمال عفونت و آسیب به بافت محل گزیدگی مار غیرسمی وجود دارد. مارهای سمی خطر بسیار بزرگتری برای انسان‌اند.: ۲۰۹  سازمان سلامت جهانی، مارگزیدگی را زیر ردهٔ «دیگر شرایط نادیده گرفته شده» فهرست می‌کند.
میزان مرگ و میر ناشی از مارگزیدگی خیلی مستند نیست. نیش مارهای سمی که منجر به مرگ نشود، می‌تواند به قطع عضو بینجامد. از حدود ۷۲۵ گونهٔ مار زهری در سراسر جهان، ۲۵۰ مورد می‌توانند با یک نیش انسان را بکشند. به‌طور متوسط در استرالیا در هر سال یک تن قربانی مارگزیدگی می‌شود. درحالی که در هند، سالانه ۲۵۰ هزار مارگزیدگی ثبت می‌شود که ۵۰ هزار مورد آن‌ها منجر به مرگ می‌شود.
درمان مارگزیدگی بسته به خود گزیدگی متفاوت است. بهترین درمان استفاده از پادزهری است که از زهر همان مار گرفته شده باشد. برخی پادزهرها، تنها برای یک گونه جواب می‌دهند و برخی دیگر برای چندین گونه. برای مثال در آمریکا همهٔ مارهای زهری از نوع افعی روزن‌دار اند، به استثنای مار مرجانی. برای پادزهر ساختن، ترکیبی از زهر گونه‌های مختلف مار زنگی، سر-مسی، و دهان-پنبه‌ای با هم مخلوط می‌شوند و به بدن یک جانور مانند اسب تزریق می‌شوند تا جایی که بدن اسب ایمن می‌شود. سپس خون از بدن اسب ایمن شده گرفته می‌شود. سرم از خون جدا، خالص‌سازی و یخی خشک می‌شود. سپس با آب استریل بازسازی می‌شود و تبدیل به پادزهر می‌شود. در این میان کسانی که به اسب حساسیت دارند احتمال آنکه نسبت به پادزهر حساسیت بدهند وجود دارد. پادزهر مارهای خطرناک تر مانند مامبا، تایپان و کبرا هم به همین روش در هندوستان، آفریقای جنوبی و استرالیا ساخته می‌شود که البته این پادزهرها تنها برای همان گونه کاربرد دارد.

### افسونگران مار

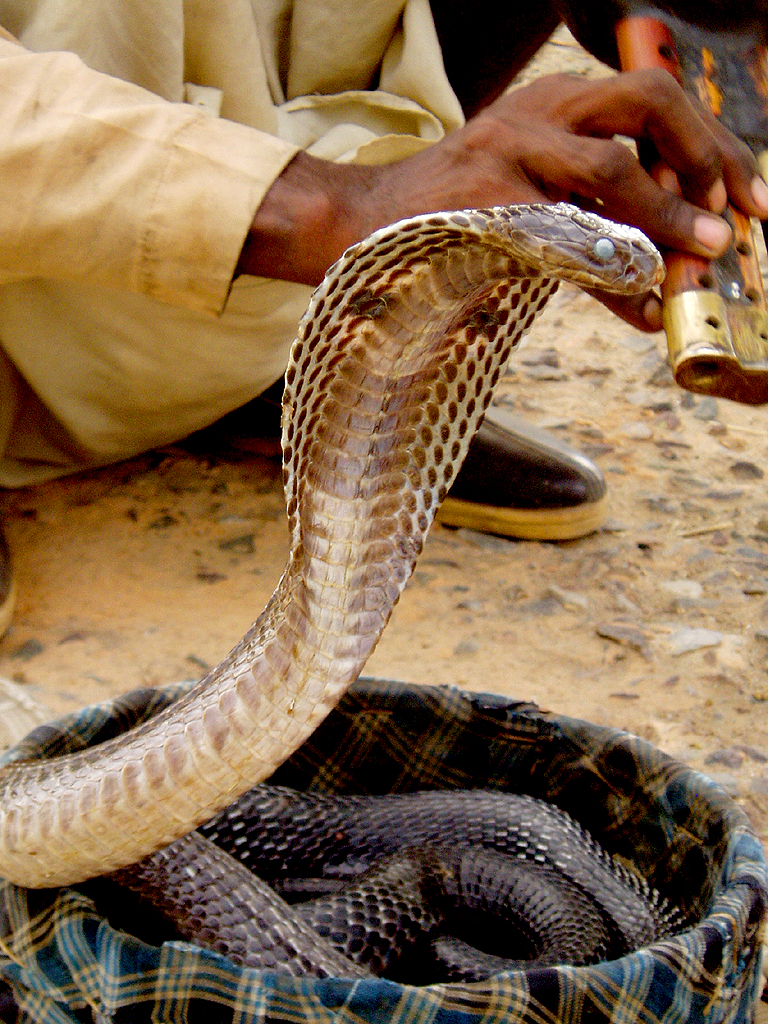
یک کبرای هندی درون سبد، این‌گونه مار بیش از دیگران در افسونگری کاربرد دارد.

در برخی نقاط جهان به ویژه در هند، افسونگری مار یکی از نمایش‌های خیابانی است. افسونگر یک مار در سبدش دارد که به نظر می‌رسد مار با نواختن ابزار موسیقی (معمولاً فلوت) افسون می‌شود و به آن پاسخ می‌دهد. مارها گوش خارجی ندارند. بلکه تنها گوش داخلی دارند و به حرکت‌های فلوت پاسخ می‌دهند و نه به صدایی که می‌شنوند.
قانون حفاظت از حیات وحش در سال ۱۹۷۲ افسونگری مار و دیگر نمایش‌های خیابانی این‌گونه را به دلیل ظلم و بی رحمی به جانداران ممنوع کرده است. از جمله دیگر نمایش‌های خیابانی استفاده از یک خدنگ و مار است و مجبور کردن دو حیوان به جنگ با یکدیگر. این کار امروزه کمتر انجام می‌شود؛ چون در اثر زخم‌های شدید مار یا خدنگ ممکن است کشته شوند. این روزها به دلیل به‌وجود آمدن زندگی مدرن و قانون‌های حمایت از حیوانات، این‌گونه شغل‌ها در هند رو به پایان‌اند.

### به دام انداختن
قبیلهٔ ایرولاس (Irulas) از آندرا پرادش و تامیل نادو در هند از گذشته از شکارچیان-مجموعه داران مار در جنگل‌ها و بیابان‌های خشک و گرم بوده‌اند و هنر گرفتن مار برای نسل‌های طولانی میان آن‌ها رواج داشته است. آن‌ها دانش گسترده‌ای از مارها دارند و عموماً مارها را تنها با کمک یک چوب شکار می‌کنند. پیشتر این قبیله هزاران مار را برای صنعت پوست مار شکار می‌کرد. اما پس از قانون ممنوعیت شکار مار در هند (۱۹۷۲) آن‌ها تجارت خود را به شکار مار برای گرفتن زهر آن تغییر دادند. آن‌ها از هر مار چهار بار زهرگیری می‌کردند و بعد آن را آزاد می‌کردند. از زهر در تولید پادزهر، پژوهش‌های پزشکی بیو و دیگر محصولات پزشکی استفاده می‌شد. همچنین گفته شده این قبیله از گوشت مار هم می‌خورند. برخی دیگر از مارها برای ریشه‌کن کردن موش‌های مزاحم در روستا استفاده می‌کنند.
علاوه بر افسونگران مار، گروهی به صورت حرفه‌ای به شکار مار می‌پردازند. در این حالت یک خزنده‌شناس با یک تکه چوب بلند که سر آن دو شاخ شده مار را به دام می‌اندازد. برخی مجریان تلویزیونی مانند بیل هاست، آستین استیونز، استیو اروین و جف کوروین ترجیح می‌دهند مار را با دست خالی شکار کنند.

### به عنوان خوراک

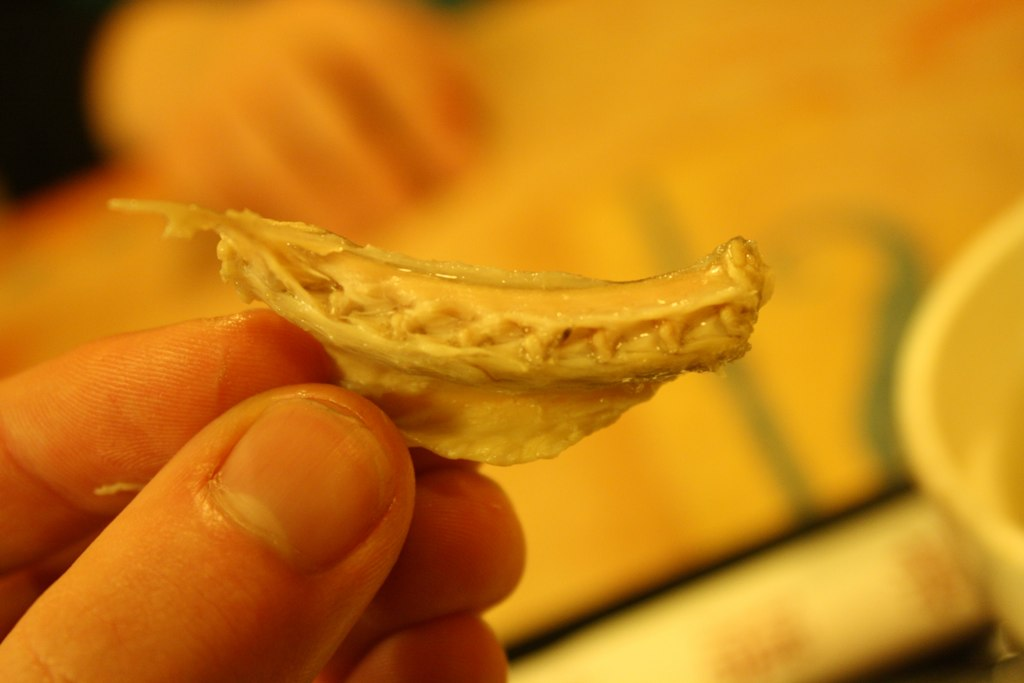
گوشت مار، در یک رستوران در تایپه

در برخی فرهنگ‌ها مانند آشپزی کانتونی (مربوط به بخش‌هایی از چین) خوراک‌هایی مانند سوپ مار وجود دارد که در پاییز معمولاً خورده می‌شود. مردم منطقه بر این باورند که خوراک‌های برگرفته از مار باعث گرمی بدن و گرمی قلب می‌شود. در فرهنگ غرب، خوردن مار در شرایط قحطی و گرسنگی زیاد ثبت شده است. البته مار زنگی پخته یک استثناء است که خوراک آن در بخش‌هایی از غرب آمریکا رواج دارد. در کشورهای آسیایی مانند چین، تایوان، تایلند، اندونزی، ویتنام و کامبوج نوشیدن خون مار، به‌خصوص کبرا برای بالا بردن میل جنسی مردانه رواج دارد. این خون زمانی گرفته می‌شود که کبرا هنوز زنده است و معمولاً با یک نوشیدنی الکلی آمیخته می‌شود تا مزهٔ بهتری پیدا کند.
در برخی کشورهای آسیایی یک یا چند مار را در یک نوشیدنی الکلی می‌خوابانند، با این فرض که این نوشیدنی سنگین‌تر (قوی‌تر و البته گران‌تر) می‌شود.
در آمریکا به نیروهای ویژهٔ ارتش یاد داده می‌شود که چگونه یک مار را بگیرند، بکشند سپس بخورند. به کسانی که چنین کار می‌کنند مارخور (snake eater) گفته می‌شود. این کار برای یادگیری چگونه جان به در بردن از شرایط دشوار است.
شراب مار (蛇酒) یک نوشیدنی است که از خواباندن یک مار درسته در شراب برنج یا اتانول به‌دست می‌آید. این نوشیدنی نخستین بار در چین ثبت شده است. برپایهٔ طب سنتی چین این نوشیدنی به فرد نیروی دوباره می‌بخشد.

### به عنوان حیوان خانگی
در کشورهای غربی برخی مارها به ویژه پایتون توپی و مار ذرت به عنوان حیوان خانگی نگهداری می‌شوند. از این رو صنعت اصلاح نسل و پرورش مار به‌وجود آمده است. مارهایی که از این طریق پرورش و ازدیاد می‌شوند، نسبت به گونه‌هایی که از دنیای وحش گرفته می‌شوند، ترجیح دارند. مارها نسبت به دیگر حیوانات خانگی به مراقبت کمتری نیاز دارند. بیشتر مارها به بیش از ۱٫۵ متر فضا (در طول) نیاز ندارند. مارها کم غذا می‌خورند. هر ۵ تا ۱۴ روز یک بار. اگر به خوبی از این جانور نگهداری شود، برخی از آن‌ها عمری طولانی تا بیش از ۴۰ سال دارند.

### نمادشناسی
در نمادشناسی و باور ایرانی و اسطوره‌های ایران مار نشانه آشکاری از اهریمن است و نشان تباهی و مرگ شناخته می‌شود. در واژه‌شناسی نیز مار ریشه گرفته از «مرگ» و «مُردن» است و «زیان‌کار» و «تباه‌کننده» معنا می‌دهد. مار «خَرفستر» یا «زیان‌کار» است و ایرانیان این خزنده را بیماری‌زا می‌دانستند. اما این هم هست که مار در نمادشناسی ایرانی، هم‌پیوند با «درخت زندگی» دانسته شده است. از سویی، مار در اسطوره‌ها نگهبان گنج‌های نهانی و زیرزمینی است.

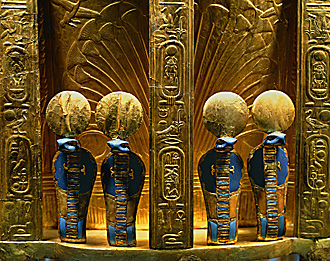
دو طرف معبد توت‌عنخ‌آمون، فرعون مصری با چهار مار کبرای ساخته شده از طلا و لاجورد. دره پادشاهان، تبای، (۱۳۴۷ تا ۳۷ پیش از میلاد).

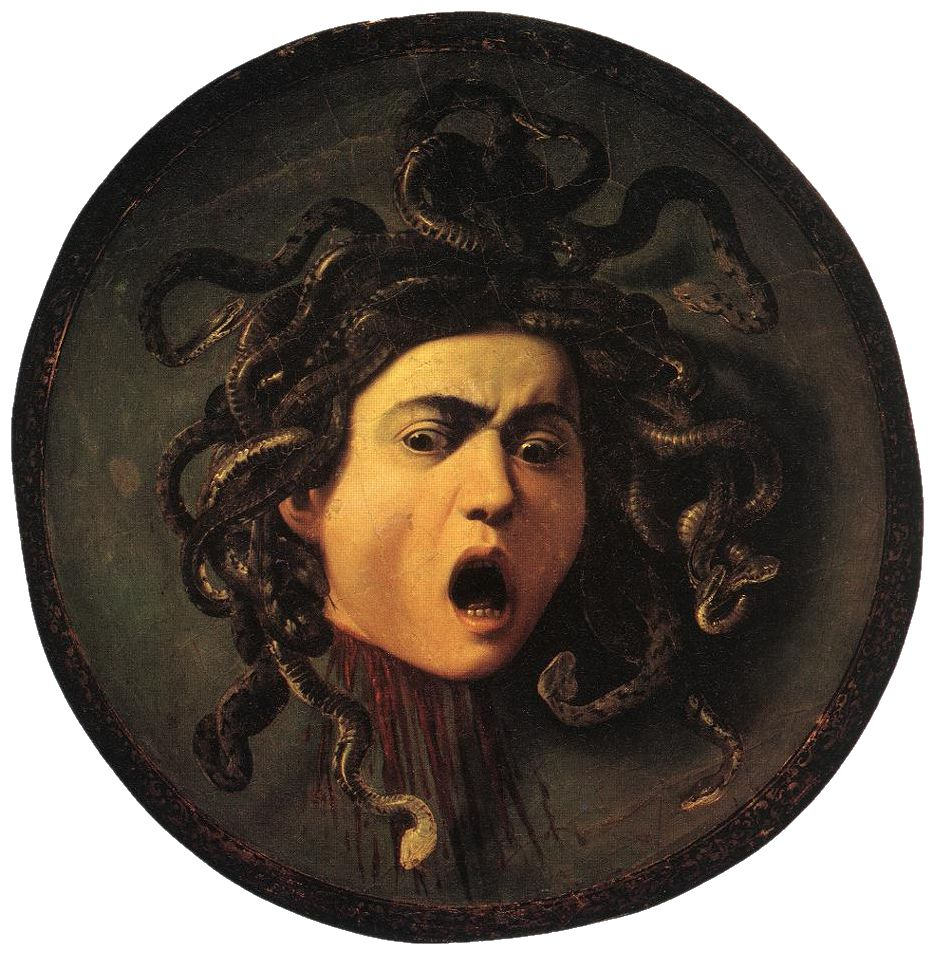
مدوسا، کار هنرمند ایتالیایی، کاراواجو، در سدهٔ ۱۶ میلادی.

در تاریخ مصر، مار نقش مهمی بر دوش دارد؛ به ویژه کبرای نیل که شیفتهٔ تاج فرعون‌ها در دوران باستان است. این مار به عنوان یکی از خدایان پرستش می‌شد. همچنین ابزار مهمی در کشتن یک فرد دیگر یا اجرای آیین خودکشی (مانند خودکشی کلئوپاترا) بوده است.
در اساطیر یونان مارها معمولاً به صورت دشمنی مرگبار و خطرناک نشان داده می‌شوند. البته در افسانه‌های یونان، مار نماد شیطان نیست. بلکه نمادی از عنصرهای زیرزمین است، برگردان تقریبی آن «در پیوند با زمین» است. برای نمونه هیدرای نُه سر که هرکول او را شکست داد و خواهران گورگون از فرزندان گایای زمین بودند. مدوسا یکی از سه خواهر گورگون بود که پرسئوس شکستش داد.
گفته می‌شود مدوسا موجوی فناپذیر و دیو سیرت بوده که در سرش به جای مو، مار درآمده بوده است و می‌توانسته انسان‌ها را به سنگ تبدیل کند. پس از کشته شدن مدوسا، پرسئوس سر او را به آتنا می‌دهد تا از آن در سپرش، ایجس استفاده کند. تصویر تایتان از افسانه‌های یونان هم به جای دست و پا با مار به نمایش درآمده، چون آن‌ها هم از فرزندان گایا و اورانوس بودند و پیوندخورده به زمین.
سه نماد پزشکی که در آن‌ها از نقش مار استفاده شده و هنوز هم به‌کار برده می‌شوند عبارتند از: جام هایجیا به عنوان نماد داروسازی و عصای چاووش هرمس و چوبدست اسقلبیوس هر دو به عنوان نماد عمومی پزشکی.
هندوستان با نام سرزمین مارها شناخته می‌شود و سرشار از افسانه‌ها و سنتهای مربوط به مار است. در این سرزمین مار پرستیده می‌شود و حتی امروزه زنان هندی بر روی سر مار، شیر می‌ریزند (با وجود بیزاری مار از شیر) در نقاشی‌ها، کبرا بر روی گردن شیوا نشان داده می‌شود و ویشنو هم به صورت خوابیده بر روی یک مار هفت-سر یا در میان حلقهٔ یک مار کشیده می‌شود. همچنین چندین معبد ویژهٔ مار کبرا در هند وجود دارد که گاهی به آن‌ها ناگراژ (شاه ماران) می‌گویند. به باور این مردم مارها نماد باروری و زایش‌اند. یک جشنوارهٔ هندو به نام ناگ هم سالانه برگزار می‌شود که در آن مارها مورد احترام و پرستش قرار می‌گیرند.
در هند یک پیشینهٔ افسانه‌ای دیگر برای مارها وجود دارد که در زبان هندی به آن ایچاداری می‌گویند. در افسانه باور افراد بر این است که مارها می‌توانند به شکل هر جانوری درآیند. اما ترجیح می‌دهند به شکل انسان درآیند. این مارهای جادویی یک سنگ ارزشمند به نام «مانی» با خود دارند که از الماس باارزش تر است. داستان‌های بسیاری در هند پیرامون انسان‌های طمع‌کار و حریص وجود دارد که تلاش کرده‌اند این سنگ ارزشمند را به‌دست آورند. اما در نهایت تلاش آن‌ها منجر به مرگ آن‌ها شده است.
اوروبروس نمادی است که در آیین‌های گوناگون دیده می‌شود که به کیمیاگری مربوط است. این نماد یک مار است که دم خود را می‌خورد (یک حلقه تشکیل می‌شود) که نشان دهندهٔ چرخهٔ زندگی-مرگ-زندگی دوباره است و به جاودانگی می‌رسد.
مار یکی از ۱۲ جانور گردآسمان چینی در گاه‌شماری چینی است.
بسیاری از آیین‌های باستانی پرو طبیعت را پرستیده‌اند که بر حیوانات به ویژه مار تأکید داشته‌اند.

### مار در باورهای فرهنگی
- مار پرنده در آیین کاکولکان، آیین تمدن مایاها، نشانه این آیین به‌شمار می‌رفت.[۶۶]
- مار در افسانه‌های کهن ایرانیان، روی شانه‌های ضحاک، پادشاه ستمگر، به صورت جزئی از بدن او، و دربرابر گناهانش، پس از خدمت شیطان در لباس یک آشپز به وی، ظاهر می‌شود.[۶۷]
- ردپای مار به عنوان موجودی جالب توجه را می‌توان در اساطیر کهن از جمله یونان باستان یافت. نشان مار در اساطیر یونانی-رومی به ۱۲۰۰ سال قبل از میلاد مسیح برمی‌گردد که در آن «آسکِلِپیوس» (فرزند آپولون) خدای پزشکی و درمان، بیماران را شفا می‌بخشیده و مردگان را زنده می‌کرده است. او همواره عصایی را با خود به همراه داشت که ماری به دور آن پیچیده بود، چرا که مار در اساطیر یونانی-رومی نماد هوش و سلامت بود.
- دنیای پزشکی نوین، همچنان وامدار اسطوره‌های کهن است، چرا که مار در دنیای امروز هم نماد پزشکی و سلامت است. ردپای این موجود افسونگر را در مصر باستان نیز می‌توان یافت؛ مار کبری نماد سلطنت و قدرت مصر باستان بوده و «بوتو» الهه نگهبان مصر و فرعون در قامت مار کبری خدایی می‌کرده است.[۶۸]
- علاوه بر داستان‌های اساطیری، در انجیل بیش از هشتاد بار از مار نام برده شده و شیطان در قالب مار، آدم و حوا را فریب داده است؛ همچنین در قرآن نیز چندین بار از انواع گوناگون آن نام برده شده است و با وجود آنکه اشاره مستقیمی به فرورفتن شیطان در کالبد مار وجود ندارد، این قصه در روایاتی آمده است.

## زهر مار

### استفاده دارویی
زهرمار به‌خاطر اثرات دارویی و فیزیولوژیک می‌تواند بر مولکول‌های زیستی، سلول‌ها، بافت‌ها و اندام‌های مختلف اثر بگذارد. بنابراین قابلیت آن را دارد که در صنعت داروسازی به‌کار گرفته شود. «کاپتوپریل» دارویی که در درمان فشارخون و بیماری‌های قلبی استفاده می‌شود، شاید یکی از معروفترین مثال‌های بهره‌گیری از زهر مار در صنعت داروسازی باشد.
بررسی اثرات پپتیدهای موجود در زهرمار تیره گرزه‌ماران (وایپریدا) باعث شناخت آنزیم‌های مؤثر بر کارکرد قلب و فشار خون شد که در نهایت تولید این دارو به انقلابی در درمان بیماری‌های قلبی و عروقی انجامید.
برخی از پپتیدهای موجود در زهرمار مانند تکستیلینین، خاصیت ضد خون‌ریزی دارند، از این ماده برای ساخت داروی جلوگیری از خون‌ریزی در هنگام عمل قلب باز استفاده شده که مراحل آزمایشگاهی و بالینی خود را طی می‌کند.
از سوی دیگر، در جهان امروز که با مسئله مقاومت آنتی‌بیوتیک‌ها، ترکیباتی با خاصیت ضد باکتریایی و ضد قارچی، می‌توانند به کشف آنتی‌بیوتیک‌های جدید منجر شود.
زهرمار به دلیل داشتن ترکیبات پیچیده زیستی و دارویی مانند پروتئین‌ها و پپتیدهای آنزیمی و غیر آنزیمی، مواد معدنی متفاوت و مواد غیر معدنی خاص خود، خاصیت هیدرولیز دارد. این خاصیت می‌تواند در درمان بیماری‌های مختلف از جمله درمان سرطان مورد استفاده قرار گیرد و راه‌های جدیدی را در درمان بگشاید.